# 土庫事件
土庫事件是一場發生於1912年（明治45年）5至6月之間的抗日事件，地點是臺灣嘉義廳大埤頭庄土庫仔（今雲林縣大埤鄉）。當地人篤信一個已故乩童柯象的肉身佛像，當地的業餘乩童黃朝即假託柯象降乩指示，將由自己擔任「臺灣國王」，號召民眾一同驅逐日本統治者。但黃朝尚未舉事，本案即爆發，黃朝在逮捕過程中持菜刀殺傷警察，被捕後死於獄中。其餘從犯一一被捕，連柯象的肉身神像，也被日本官員沒收。

## 簡歷

### 緣起
黃朝是一位居住在嘉義廳大埤頭庄土庫仔、以苦力勞動為生的三十一歲男子，他同時在當地的北極殿擔任乩童；黃朝的舅父黃老鉗則同是苦力，年五十三歲；二人常在工作中受日本人欺壓，因而經常與之發生衝突，因受中國革命黨啟發，1912年5至6月之間，黃朝稱柯象封他為「臺灣國王」，號召平日不滿日本人行徑的同夥們聚集 ，並預定在八月起義武裝抗日，屆時會有「清朝」的大軍來一同共襄盛舉。

### 過程
黃朝以利誘手法號召信眾，還威脅說如果不信仰他，會遭到洪水滅頂之災，只要喝了就可以得到神靈加持，黃朝還告訴信眾，日本也即將被洪水淹沒，中國也來了兩位進士宣稱要殺光日本人，黃朝就是大王，黃老鉗則為副王。

### 密告及搜捕
不久，當地區長張兵、保正張加高、甲長張龍等人隨即得知相關消息並將之呈報警察機關；警察圓崎群治等隨後差遣臺灣人巡查補陳讀前往黃老鉗住處搜查，並命令解散信眾。警察離開當地後，黃朝再度現身召集群眾商討起義事宜。
不待黃朝行動，警察根據情報搜捕黃朝、黃老鉗等十六人，並決定將黃朝帶至派出所訊問；但是，黃朝在逮捕過程中持菜刀殺傷警察圓崎氏，並馬上被眾警壓制。

### 事後
同年6月30日，黃朝暴斃於看守所。
同年9月3日，臺南地方法院依《匪徒刑罰令》 宣判該案主事者死刑，其餘則分別為無期徒刑二人、有期徒刑十二人、行政處分一人。
此外，柯象的木乃伊也被以「犯罪證據」的名義扣押。